# Anna Bron
Anna Lore-Dana Bron (Groningen) is een Nederlands model en influencer.
In 2020 was ze te zien op de tiende editie van de Boerinnenkalender, die door haar verschijning de populairste editie tot dan toe werd. Daarnaast maakt ze erotische content op OnlyFans en het Nederlandse platform F2F.
Bron heeft een dochter.